# 11 Нисана
11 Нисана (ивр. י"א ניסן‎ Йуд-алев нисан) — хасидский праздник, празднуемый любавическими хасидами каждый год 11 числа месяца нисан.

## День воспитания и обмена знаний в США
В 1978 году президент США Джон Картер установил каждый год в день рождения ребе 11 Нисана праздновать «день воспитания и обмена знаниями».
27 марта 2018 года (11 нисана 5778) президент США Дональд Трамп подписал указ о праздновании Дня воспитания и обмена знаниями.